# Alle 7 della sera
Alle 7 della sera è stato un programma televisivo italiano di genere varietà trasmesso dal Secondo canale dal 4 dicembre 1974 al 14 maggio 1975, con la conduzione di Christian De Sica, coadiuvato da Ingrid Schoeller, Anna Maria Rizzoli. La trasmissione andava in onda ogni mercoledì alle 19:00.

## La trasmissione
Il varietà, ideato e scritto da Maurizio Costanzo e Marco Danè era diviso in tre sezioni, ciascuna dedicata ad altrettanti generi musicali: il pop, la canzone tradizionale e il revival. In ogni puntata veniva ospitato un personaggio musicale appartenente al segmento di riferimento (nella prima puntata furono ospitati Sandro Giacobbe per il pop, Ombretta Colli per la canzone tradizionale e Nilla Pizzi per il revival). 
Le sigle del programma Zucchero e caffè e Janine,  erano a cura di Filippo Trecca.